# Botanophila sichuanensis
Botanophila sichuanensis är en tvåvingeart som först beskrevs av Li 1980.  Botanophila sichuanensis ingår i släktet Botanophila och familjen blomsterflugor. Inga underarter finns listade i Catalogue of Life.